# Franciszek Schmidt
Franciszek Ksawery Schmidt lub Schmitt (ur. 18 lutego 1739 w Reszlu, zm. 12 października 1801 w Dobrym Mieście) – duchowny rzymskokatolicki, kanonik dobromiejski, doktor teologii.

## Życiorys
Urodził się w Reszlu w rodzinie Elżbiety Peucker (córki rzeźbiarza Krzysztofa Peuckera) i Jana Chrystiana Schmidta, radcy miejskiego i słynnego rzeźbiarza warmińskiego. Miał liczne rodzeństwo: starszych braci Jana Krzysztofa, Andrzeja, Jana Szymona, Bernarda, Józefa, Chrystiana Bernarda, Antoniego Wawrzyńca oraz młodszych: Filipa, Elżbietę i Ludwika. Ochrzczony został 18 stycznia 1739 r.

## Szkoła i wykształcenie
Od 1750 r. uczył się w gimnazjum jezuickim w Reszlu. 27 sierpnia 1755 r. otrzymał pozwolenie na przyjęcie tonsury. Następnie podjął studia teologiczne w Warszawie. Tam biskup pomocniczy Marcin Załuski z Płocka udzielił mu tonsury 4 stycznia 1758 r.
19 lutego 1758 r. otrzymał w kościele kolegiackim św. Jana Chrzciciela w Warszawie święcenia niższe z rąk biskupa inflanckiego Antoniego Kazimierza Ostrowskiego. Od l września 1761 kontynuował naukę w Seminarium Duchownym w Braniewie (rok wcześniej, 9 września 1760, wstąpił do gimnazjum jezuickiego w Braniewie). 17 października 1762 r. otrzymał subdiakonat, a 18 lutego diakonat z rąk biskupa Adam Stanisława Grabowskiego w Lidzbarku Warmińskim. 26 lutego 1763 r. przyjął święcenia kapłańskie.
10 marca 1786 r. uzyskał stopień doktora teologii na Uniwersytecie Wileńskim.

## Praca
Pierwszą pracę podjął w Lubominie, gdzie został wikariuszem. Jednak już 27 lipca 1765 r. przyjął wikarię katedralną we Fromborku. Od 1769 r. był kaznodzieją katedralnym i notariuszem publicznym. Przez siedem lat pełnił funkcję proboszcza w Rogoży (od 13 grudnia 1773 r. do 7 kwietnia 1780 r.). Już po miesiącu przejął probostwo w Królewcu. Działał tam do 1794 r. Jednocześnie został dziekanem sambijskim.
19 lutego 1794 r. zrezygnował z parafii w Królewcu, ponieważ następnego dnia oficjalnie został kanonikiem dobromiejskim. Jego kandydaturę już kilka miesięcy wcześniej, 2 grudnia 1793 r., złożył król pruski. W Dobrym Mieście działał do końca życia.
Na mocy testamentu z 6 grudnia 1799 r. ufundował w Reszlu zakład dla niezamężnych oraz najbiedniejszych córek mieszczan. Otrzymywały one rentę wspomagającą. W 1800 r. ufundował wraz z najmłodszym bratem Ludwikiem Schmidtem, wikariuszem katedralnym we Fromborku, beneficjum dla kościoła farnego w Reszlu.